# Дунаец
Дунаец (словац. Dunajec, пол. Dunajec) — река в Словакии и Польше. Длина — 274 км (243—251 км согласно БСЭ), площадь бассейна реки — 6804 км² (4,8 тыс. км² в Польше и 1,9 тыс. км² в Словакии).
По верховью Дунайца в Пенинах проходит участок польско-словацкой границы.
Река образуется слиянием у города Новы-Тарг Чёрного Дунайца и Белого Дунайца, стекающих с северных склонов Татр, устье — на Висле около деревни Опатовец. Протекает через Западные Бескиды, в низовьях — по Сандомежской низменности.
Дунаец характеризуется значительными и быстрыми колебаниями уровня воды (до 11 м в низовьях) и объёма потока. В Новы-Тарге средний расход воды 14 м³/с при минимальном 1,6 м³/с и максимальном 604 м³/с, в устье средний расход воды 84 м³/с при максимальном 3500 м³/с. Такие резкие колебания приводят к катастрофическим наводнениям (в 1934 и 1970 годах).
Главный приток — Попрад.
На Дунайце стоят города Новы-Тарг, Закопане и Новы-Сонч, построены несколько ГЭС. В 1995 году закончены работы над 56-метровой дамбой, создающей Чорштынское водохранилище площадью около 11 км²; на дамбе работает ГЭС мощностью 92 МВт.
Протекая через Пенины, Дунаец формирует живописное ущелье Дунайца, популярное место сплава на каноэ. Берега Дунайца высоки и круты, и течение его быстро на всем протяжении до города Тарнува, где в него впадает Белая и река выходит на равнину. Здесь ширина реки достигает 50—57 м. Река богата хариусом и форелью. Вдоль реки расположена цепочка из 13 средневековых замков, служивших для защиты границы с Венгрией.
Дунаец — единственная река Словакии, относящаяся к бассейну Балтийского моря.